# Indochine (gruppe)
 Denne artikel bør gennemlæses af en person med fagkendskab for at sikre den faglige korrekthed.

 For alternative betydninger, se Indochine. (Se også artikler, som begynder med Indochine)
Indochine er en fransk New Wave-rockgruppe dannet i 1981. I 1980'erne havde gruppen stor succes i Frankrig og dele af det øvrige Europa, med sange som "L'aventurier" og "Canary Bay". Efter en overvejende uproduktiv periode i 1990'erne, vendte gruppen tilbage i 2002 med det succesrige album Paradize.

## Historie

### 1980'erne
Indochine (fransk for Indokina) blev dannet i Paris i maj 1981 af to franskmænd, der var i begyndelsen af tyverne, Nicola Sirkis og Dominique Nicolas. Snart kom Dimitri Bodianski med; han var fætter til en af Nicolas venner.
Deres første koncert fandt sted den 29. september 1981 på parisercaféen Le Rose Bonbon. Denne korte optræden gav dem en pladekontrakt. Den første single blev indspillet i november 1981, og indeholdt sangene "Dizzidence Politik" og "Françoise". Singlen fik mere opmærksomhed fra kritikerne end fra massemedierne, og nåede kun ud til et begrænset publikum.
Nicolas tvillingebror, Stéphane Sirkis, der allerede havde optrådt med gruppen på scenen, blev officielt medlem af gruppen i 1982. I april samme år indspillede de deres første album, L'aventurier, der blev solgt i flere end 250.000 eksemplarer. Albummet blev godt modtaget af pressen og af det spirende New Wave-publikum.
I 1983 udgav Indochine sit andet album, Le Péril Jaune, der blev solgt i 225.000 eksemplarer. På dette tidspunkt var Indochine blevet meget kendte i det franske musikmiljø. I 1984 turnerede gruppen i Frankrig. De havde også succes i Skandinavien, særligt i Sverige.
Ved begyndelsen af 1985 havde gruppen fået en stor fanskare, afspejlet i successen med sange som "3e sexe" (det "tredje køn"), "Canary Bay" og "3 Nuits Par Semaine". Deres tredje album, 3 blev solgt i 750.000 eksemplarer i Europa. Serge Gainsbourg instruerede musikvideoen til "Tes Yeux Noirs", en af gruppens mest populære sange.
Som fejring af gruppens femårs jubilæum, besluttede de at optage en koncert på Zénith i Paris, der blev udgivet på livealbummet Indochine Au Zénith.
Det fjerde album, 7000 Danses blev udgivet i 1987. Det blev solgt i omkring 320.000 eksemplarer, hvilket gjorde det til en succes, om end noget mindre end forgængeren 3. Dette skyldtes delvist gruppens ønske om at producere et album, der var mindre "mainstream" og kommercielt. Albummet blev udgivet mens gruppen blev kritiseret for bare at være en kopi af den britiske gruppe The Cure. På trods af kopipolemikken var gruppen fortsat populær.
I 1985 var Indochine på Roskilde Festival.
I marts 1988 indledte Indochine en verdensturne.

### 1990'erne
Udmattede efter mange måneders turné, holdt gruppen en pause. Det femte studiealbum, Le Baiser, blev udgivet i begyndelsen af 1990. Saxofonisten Dimitri Bodianski forlod gruppen i januar 1989, fordi gruppens musik havde udviklet sig i årenes løb, og han dermed havde fået mindre og mindre at lave som saxofonist, desuden var han samtidig blevet far. Dette førte til spændinger mellem Bodianski og resten af gruppen. Siden Bodianski forlod gruppen, har han gæsteoptrådt med den på scenen.
1991 markerede Indochines tiårs jubilæum, og i den anledning blev Le Birthday Album udgivet. Det var et største hits-album, med en enkelt ny sang, "La Guerre Est Finie" ("krigen er slut"), der blev udgivet som single. Albummet havde betragtelig succes med 600.000 solgte eksemplarer i Europa, og gav gruppen fornyet opmærksomhed. Navnet på singlen viste sig at være uheldig, da Golfkrigen (Opération Daguet) netop var blevet indledt, hvilket medførte at mange radiostationer valgte ikke at spille sangen.
Det sjette studiealbum, Un Jour Dans Notre Vie, blev udgivet i 1993, og havde hverken kritisk eller kommerciel succes.
I 1999 døde Stéphane Sirkis i en alder af 39 år af leverbetændelse. Han ønskede at gruppen fortsatte uden ham.

### 2000'erne

#### 2002:Paradize
I marts 2002 udgav de albummet Paradize. Med det album kommer Indochine tilbage i medierne og sælger mere end 1 million eksemplarer.
Albummet indeholder 15 nye titler og for første gang samarbejder Indochine med mange andre kunstnere, deriblandt Melissa Auf der Maur (Le grand secret), Mickey 3D, Gérard Manset, Jean-Louis Murat og romanforfattererne Ann Scott og Camille Laurens. Ifølge Sylvain Siclier fra avisen Le Monde  handler teksterne om "uklarhed i den seksuelle identitet, religion, asiatisk eksotisme og en vis idé af åndelighed"
Efter en akustisk koncertturné (Les Nuits Intimes) ville
Indochine ændre på deres musik. Få lidt mere energi med elektriske guitarer. Det
er mest Nicola Sirkis og Oli de Sat som står for at skrive musik. Oli de Sat
blev medlem på fuldtid og man kan se tydelige spor i produktionen og
arrangementet at han er påvirket af Industrial-metal (Marylin Manson, Nine Inch
Nails…). Gareth Jones som plejer at være producent for Depeche Mode og Erasure,
står for mixing og realisation.
Ligeså snart albummet udgives, bliver den registreret som
det tredje bedste solgte album og Radioen begynder meget ofte at sende titlen: J’ai demandé à la lune (Jeg spurgte månen). Efter
den overraskende succes begynder medierne at omtale Indochine som en reference
i den franske rock. Selvom de havde underkendt dem i 90’erne og kaldt dem for
nogle ”uhyggelige elendige umoderne musikere et levn fra 80’erne”. I 2002 fik
Indochine sit comeback i medierne med en MTV Europe Music Awards og det
følgende år en NRJ Music Award og en pris hos Victoire de la musique som kårer
de bedst solgte albummer.
Albummet blev solgt i mere end 1 million eksemplarer i
Frankrig (Diamantplade). De 6 singler fra det album blev desuden solgt i alt i
1,5 million eksemplarer.
De tog på turné i 94 dage i løb af to år, hvor en halvmillion tilskuere så Paradize Tour. Den
sidste koncert som blev udsolgt måneder før forgik den 3. juni 2003 i Paris-Bercy
(en af de største koncertsale i Paris) foran 17 000 tilskuere. Indochine er den
anden franske gruppe, som er i stand til at fylde det lokale (efter 2 be 3 i
1998)
I januar 2004 udgav Indochine et nyt album, 3.6.3, som er
blevet optaget tirsdag den 3. juni 2003. Den bliver nr. 1 i Top Album
(registrering af de bedste solgte albums) i Frankrig og det var noget som
aldrig før var sket for Indochine. Den blev efterfulgt af en samling af 3 DVD
fra Paradize Show. Det er igen en succes med 200 000 solgte albums og 100 000
solgt af de omtalte DVD samlinger.
I september 2004, udgav det gamle pladeselskab BMG igen 3.6.3
med Indochine Le Birthday Album
1981-1991 med 6 ekstra nummer og tirsdag den 14.december 2004 kom alle deres
musikvideoer på DVD (L’intégrale des clips).

#### 2005:Alice & June
Den 19. december 2005 blev Albummet Alice & June (som fik 3 platinplader) udgivet. Det er deres 10,
album og musikken er mere rockagtig men ligner stadig meget Paradize. Denne gang har Indochine
samarbejdet med Brian Molko, Didier Wampas, le groupe AqME og koret Scala.
Titlen på albummet er inspireret af bogen Alice i Wonderland af Lewis Carroll
og fortæller om de bekymringer to piger får som vokser op i vores moderne
verden. (Alice & June: ”et 1, 2
,3 Alice est né au pays des cauchemars je voudrais juste la rassurer (1,2,3
Alice er født i en mareridtsverden jeg vil bare trøste hende) et 1, 2, 3, Alice
est tombée dans un trou noir je pourrais peut-être la sauver”(1,2,3, Alice er faldet
ned i et sort hul. jeg kan måske redde hende)
Nicola Sirkis blev rørt og inspireret af to piger på 14 og
15 år som begik selvmord sammen i nærheden af Calais (Nord Frankrig) og desuden
de mange selvmord som skete samtidig i Japan blandt gymnasieelever. Albummet
indeholder sange som handler om selvmord (Crash me), adskillelser (Pink Water)
eller farveller (Morphine og Sky). I sangen June berører Nicola Sirkas tabuet
omkring anoreksi efter han har besøgt nogle piger i Tokyo ”Girls don’t cry” som
tegner Manga.
Album coveret er inspireret og lavet af to amerikanske
kunstnere, Marc Ryden og Ana Bayayan (Man kan genkender sommerfuglene).
Malerier af disse to kunstner viser at Julemanden og eventyrverdenen ikke
eksisterer.
Der blev udgivet 4 singlers: Alice & June, Ladyboy,
Adora, og Pink Water 
Albummet Alice & June blev ikke solgt så godt som
Paradize gjorde (450 000 eksemplar i Frankrig mens Paradize havde solgt mere en
1 million eksemplarer). Til gengæld blev turnéen af Alice & June en kæmpe
succes da 600 000 tilskuere ville se dem imellem den 6.marts 2006 og den 19.
maj 2007. De fylder Paris-Bercy koncertsal 3 gange og er nødt til at optræde
flere aftener i samme by, to, tre og nogle gange fire gange. De tager også til
Vietnam og spiller den 6. og 7. juni 2006 i Hanoï Opérasal sammen med Hanoïs klassiske
orkester ved gruppens 25 års jubilæum. Disse koncerter blev filmet og en
dobbelt CD blev udgivet samtidig med en DVD i februar 2007. Hanoïs klassiske
orkester var også gæster ved koncerten den 19.mai 2007 i Bercy.
I sommeren 2007 blev turnéen forlænget med tre koncerter heraf
en under åben himmel foran 11000 tilskuere ved la foire au vins de Colmar
(Colmarsvinmessen), hvor Nicola Sirkis havde inviteret sin niece Lou, medlem af
Toybloïd musikgruppe og datter af Stéphane Sirkis. Bagefter blev turnéen igen
forlænget i december 2007 med, Le Dernier Petit Tour d’Alice & June med fem
koncerter i små koncertsale.
For at beholde et minde om denne turné blev der udgivet en live DVD og to cd'er i et begrænset antal den 3. december 2007. I løbet af 2008
blev DVDen kåret med 3 platinplader.
I april 2008 deltog Indochine ligesom mange andre kendte stjerner i en boykot af de olympiske lege i Beijing. Til denne lejlighed optog
de en video ”You Spin Me Round” som er en remake af Dead Or Alive nummeret. Penge fra arrangementet gik til
Reporter uden grænser. 
2009: La
République des Météors
Albummet, La République des Météors, blev udgivet den 9. Marts 2009. Det blev optaget
i Bruxelles ICP studios fra juni 2008. Den første single fra Albummet er "Little Dolls" som blev udgivet den 10. december 2008.
Musikken i dette album er mere popagtigt og bruger
forskellige nye musikinstrumenter: ukulélé, harmonika og legetøjspiano. Tema i
teksterne er omkring adskillelse og afbrydelse af kærlighedsrelationer som er
symboliseret ved mændene som tog afsted til den første verdens krig.
I Frankrig blev albummet registreret som nummer 13 blandt de
bedste solgte albums i 2009 med mere end 230 000 eksemplar. I dag er mere end
400 000 blevet solgt i Europa med 300 000 i Frankrig (3 platinplader).
Flere singlers kommer til som Play Boy, Le Lac som blev lavet som video af den canadiske
instruktør Patrick Boivin. To videoer mere blev instrueret af Nicola Sirkis
selv: Un ange à ma table og Le Dernier Jour.
Turnéen startede den 26. juni 2009 i Olympia koncertsal, den 14. juli 2009 ved Québec sommerfestival. De spillede 60 koncerter som blev
udsolgt ret hurtigt i Frankrig, Belgien og Schweiz. Indochine kunne i 2010 holde deres 30 år jubilæum i Stade de France den 26. juni foran 80 000 tilskuer. For at reklamere for koncerten i Stade de France kunne man se to reklamer. Den ene
med noget tøj på jorden med ordene: 26. juni- Stade de France og den anden med
et billede af gruppen hvor Nicola Sirkis og Boris Jardel var nøgne.
I den første del af koncert sang les Wampas og Miss Kittin.
I løbet af koncerten spillede Dimitri Bodianski, Eks medlemmer af Indochine, og
Lou Sirkis, datter af Stefan Sirkis, sang Tes
yeux noirs. Det blev en kæmpe koncert med 3 scener, 690 m2 skærmer,
220 tekniker, 39 lastbiler. Indochine var den første franske gruppe der kunne leje
og fylde Stade de France.

### 2010-nu
I løbet af sommeren 2010 spillede Indochine på forskellige festivaler:
- Les Vieilles Charrues den 17. juli, Frankrig
- Musilac d’Aix-les-Bains den 18. juli, Frankrig
- Paléo Festival de Nyon i Schweiz.
- Foire des Vins d’Alsace à Colmar, 25. juli og den 6. august, Frankrig.

Den 2. september 2010 gav Indochine en privat koncert ved Studio 104 fra la Maison de la Radio, som skulle renoveres i to år.
Bagefter holdt de flere koncerter:
- Arena 2010 i Montpellier, 8. september 2010, Frankrig.
- Luxembourg, 11.september 2010, Luxembourg
- Lille, 12. september 2010, Frankrig
- Paris-Bercy, 15. september 2010, Frankrig, her medvirkede sangerinden Melissa Auf der Maur.

Siden 2009 har Indochine i sin Meteor-turné brugt en tale af et parlamentsmedlem som er meget kontroversiel omkring homoseksualitet. På den måde bekæmper de homofobi. (Nicola Sirkis er protektor af Le Refuge som er en forening som bekæmper homofobi)
Alt i alt har Meteor-turnéen haft 800.000 tilskuere.
De udgav den 17. januar 2011 en dvd med Stade de France-koncerten og alle sange fra La République des Météors i liveudgave. De fik to platinplader for den. 
Indochine gav bagefter seks ekstrakoncerter, Le Meteor Club Tour, hvortil billetterne blev udsolgt i løbet af to timer. Rock & Folk kårede koncerten i Le Stade de France som årets koncert.
Den 9.februar blev Indochine ved Les Victoires de la musique (Pladeselskabernes prisuddeling) kåret for sin koncert ved Le Stade de France og gruppens lange liv. Efter prisuddelingen gav Indochine en 30 min lang koncert. Nicola Sirkis gav prisen til en tilskuer for at symbolisere det bånd som gruppen har med sin fans.
Nogle dage før ceremonien blev Nicola Sirkis tilbudt at blive Chevalier des Arts et Lettres (Ridder af Kunst og litteratur) men han nægtede at modtage den pris, da det var præsidenten, Nicolas Sarkozy, som uddelte den.
Den 18. marts 2011, optog Indochine sammen med den japanske sangerinde Amwe sangen "Un ange à ma table" på japansk. Indtægterne fra denne indspilning gik til Røde Kors, som hjalp Japan efter tsunamien og jordskælvet den 11. marts 2011. Cd'en blev kun solgt på Indo.fr og udsolgt efter mindre end et døgn. Salget indbragte 12.000 euros til Japan.
I 2011 udgav Nicola Sirkis sammen med Agnès Michaux en bog om Indochine-sange: om hvordan de er blevet skrevet og inspireret. Bogen hedder det samme som en sang Kissing my songs,
textes et conversations, 2011.

#### 2012:Paradize +10
Den 29. september 2011 blev indo.fr, gruppens webside, fornyet i anledning af 30 årsjubilæet, og Indochine afslørede, at de var i gang med at indspille et nyt album. Det tolvte album, Black City Parade, udkom den 11. februar 2013.
Udover dette udgav gruppen for at fejre 10 årsjubilæet for Paridize-albummet den 13. februar 2012 Paradize+10, og Indochine gav to koncerter i Zénith-salen i Paris den 1. og 2. februar 2012. Den 17. december begyndte billetsalget, og der var udsolgt efter 12 minutter. Ved de to  koncerter blev et nyt nummer spillet : "Kill Nico".

#### 2013:Black City Parade
Den 27. august 2012 blev det offentliggjort, at Shane Stoneback skulle mixe det nye album i Berlin. Forfatteren og sangeren Lescop skrev en sang, "Trafic Girl", til albummet Black City Parade. Den 2. december 2012 blev videoen til sangen "Mémoria" udgivet på deres hjemmeside, Indo.fr. Den 9. december udgav de albumcover til Black City Parade. Videoen viser Nicola Sirkis, der kører i en bil i
Berlin om natten. Den måde videoen er filmatiseret på, er inspireret af filmen Drive. Den 5. februar 2013 udkom Black City Parade på iTunes, og nogle få dage efter, den 11. februar, udkom det i almindelig distribution. Ti dage efter udgivelsen af albummet indledte Indochine en turné i tre omgange. Black City Tour 1 besøgte mange små og medium koncertsale i Frankrig, som de ikke nåede med Meteors Tour. Black City Tour 2 fandt sted i oktober 2013 i de store sale, som kunne rumme kæmpeskærme på 360° (Snake- som Nikola Sirkis har opfundet), som omkredsede publikum foran scenen. Billetterne blev revet væk ved begge turnéer. 
Den 2. maj 2013 udkom den anden video fra albummet, "College Boy" (instrueret af Xavier Dolan). Denne video provokerede mange, fordi den viser en dreng, som er blevet mobbet af sine kammerater. Videoen slutter med, at drengen bliver korsfæstet og skudt med automatiske geværer foran børn og lærere, som har bånd for øjnene. CSA ønskede videoen forbudt for børn under 16, gerne under 18, så man kun kan se videoen i fjernsyn efter midnat.
I slutningen af august 2013 udkom den tredje video fra Black City Parade. Den er instrueret af den amerikansk fotograf, Richard Kern, og i den kan man se en parade med mange personer, som går igennem New York. Folk kommer fra mange forskellige steder, har forskellige aldre og racer.
I den samme periode optrådte Indochine i L’institut du Monde Arabe i Paris med Jack Lang, som var direktør for stedet og kulturminister i Frankrig.
I oktober fortsatte Indochine sin turné Black City Tour i Amnéville, Amiens, den 27. og 28. juni i Stade de France.
Den 21. februar 2014 udgav Indochine den fjerde video, "Belfast", hvor der er klip fra af deres koncerter, og man tydeligt kan se den kæmpeskærm, som er sat op i de store sale.
Den 12. marts 2014 begyndte Black City Tour 3 i Bruxelles, hvor 2 timer og 45 minutter koncert blev optaget og blev udgivet i december 2014 under navnet Black City Tour. Den 23. juni 2014 udgav Indochine en Black City Box-boksudgave, som indeholder det originale album Black City Parade, en dokumentarfilm om Black City Parade, filmen, to liveoptagelser af "College Boy" og "Black City Parade", som også var med i koncertoptagelsen fra Bruxelles, alle remix ep'er fra de fire videoer ("College Boy", "Black City Parade", "Belfast" og "Traffic Girl") og en dvd med de tre første videoer og
"Memoria".
Den 3.juli 2014 udkom videoen til "Traffic Girl". En kort version af remix blev lavet af Nicola Sirkis og solgt kun på iTunes ligesom "Memoria". Videoen handler om de piger, som styrer trafikken i Nordkorea. Der er næsten ingen biler, pigerne er meget smukke, og man se mange asiatiske storbyer i baggrunden som syntese billeder. Videoen ser lidt steril ud, og fans syntes ikke så godt om den, som om "Memoria" og "Black City Parade". Man savnede gruppen i videoen af "Traffic Girl", og den ligner lidt de første videoer fra Indochine.
Albummet Black City Parade har modtaget en dobbelt platinplade.
Albummet og live-dvd'en fra Bruxelles blev udgivet den 1. december 2014 på deres eget selskab, Indochine Records.
I 2015 skal Indochine på turné i Europa:
- 4. april, Apolo, Barcelona
- 6. april, Fabrique, Milano
- 8. april, Postbahnhof, Berlin
- 11. april LilleVega, København
- 13. april, Nalen, Stockholm
- 14. april, John Dee, Oslo
- 17. april, Trix, Anvers
- 18. april, Paradiso Noord, Amsterdam.

Et nyt album skal udgives i løbet af 2016.

## Medlemmer
- Nicola Sirkis: Vokaler, guitar, synthesizer og harmonika
- Marc Eliard: Bas (siden 1992)
- Boris Jardel: Guitar (siden 1998)
- Mr Shoes (François Soulier): Trommer (siden 2002)
- François Matuszenski (Matu): Keyboards på scenen (siden 2006)
- Oli de Sat (Olivier Gérard): Keyboards og guitar på scenen (siden 2002)

### Tidligere medlemmer
- Stéphane Sirkis: Guitar og keyboards (1982-1999, hans død)
- Dominique Nicolas: Guitar (1981-1994)
- Dimitri Bodianski: Saxofon (1981-1988)
- Arnaud Devos: Trommer (1985-1986)
- Diego Burgar: Bas på scenen (1988)
- Jean-My Truong: Trommer (1988-1994)
- Philippe Eidel: Accordion (1992)
- Jean Pierre Pilot: Keyboards (1994-2001)
- Alexandre Azaria: Guitar (1995-1997)
- Monsieur Tox: Guitar (1996-1997)
- Monsieur Yann: Trommer (1996-1998)
- Matthieu Rabaté: Trommer (1999-2002)
- Monsieur Frédéric (Frédéric Helbert): Keyboards (2002-2004)

## Diskografi

### Studiealbummer
- L'aventurier (1982)
- Le Péril Jaune (1983)
- 3 (1985)
- 7000 Danses (1987)
- Le Baiser (1990)
- Un Jour Dans Notre Vie (1993)
- Wax (1996)
- Dancetaria (1999)
- Paradize (2002)
- Alice et June (2005)
- La République des Meteors (2009)
- Black City Parade (2013)
- 13 (2017)

### Livealbummer
- Indochine Au Zénith (1986)
- Radio Indochine (1994)
- INDO LIVE (1997)
- Nuits Intimes (2001)
- 3.6.3 (2004)
- Live à Hanoï (2007)
- Alice Et June Tour (2007)
- Le météor sur Bruxelles (2010)
- Putain de stade (2011)
- Black City Tour (2014)

### Opsamlinger
- Le Birthday Album 1981-1991 (1991)
- Unita (1996)
- Les Versions Longues (1996)
- Le Birthday album 1981-1996 (2004; dobbelt-sacd med seks ekstra numre i forhold til udgaven fra 1991)
- Paradize+10 (2012; remaster af albummet Paradize, desuden indeholdende remixes) (2012)

## Ekstern henvisning
- Officielt websted (på fransk)

 Der er for få eller ingen kildehenvisninger i denne artikel, hvilket er et problem. Du kan hjælpe ved at angive troværdige kilder til de påstande, som fremføres i artiklen.